# Peetz
Peetz est une ville américaine, située dans le comté de Logan dans le Colorado.
La ville est nommée en l'honneur de Peter Peetz, l'un de ses premiers habitants.

## Démographie
| 1920 | 1930 | 1940 | 1950 | 1960 | 1970 |
| ---- | ---- | ---- | ---- | ---- | ---- |
| 322  | 244  | 207  | 232  | 218  | 186  |

| 1980 | 1990 | 2000 | 2010 | - | - |
| ---- | ---- | ---- | ---- | - | - |
| 220  | 179  | 227  | 238  | - | - |

Selon le recensement de 2010, Peetz compte 238 habitants. La municipalité s'étend sur 0,19 milles carrés (0,49 km2).